# 蘿倫·米勒
蘿倫·安妮·米勒·羅根（英語：Lauren Anne Miller Rogen，1982年7月24日—）是美國女演員，編劇，演員塞斯·羅根的妻子。

## 早期生活
蘿倫在萊克蘭 (佛羅里達州)長大。父母為 Adele Miller 以及 Scott Miller，有一個兄弟，Dan。蘿倫是猶太人。
蘿倫畢業於佛羅里達州立大學。在大學的時候，蘿倫認識了室友 Katie Anne Naylon，兩人之後一同編寫電影激情熱線，這是依據兩人的個人經驗改編。

## 職業生活
蘿倫一開始出現在許多賽斯羅根的電影擔任小角色，包括男孩我最壞(Superbad)，淫幕初體驗(Zack and Miri Make A Porno)，購物中心超級警探(Observe and Report)以及活個痛快。
她第一個主演的電影是激情熱線，與艾莉·葛瑞那合作主演。焦點影業在2012年的日舞影展上以約2百萬美金取得該部電影的版權。並於2012年8月31日在美國發行。蘿倫並同時在福斯廣播公司的影集老媽與奶爸裡擔任配角。

## 私人生活
蘿倫在2004年開始與演員塞斯·羅根交往。兩人在2010年9月29日訂婚並於2011年10月2日結婚。

## 影視作品
| 年份 | 名稱                                   | 角色               | 備註                 |
| ---- | -------------------------------------- | ------------------ | -------------------- |
| 2007 | 男孩我最壞(Superbad)                   | Scarlett Brighton  |                      |
| 2008 | 淫幕初體驗(Zack and Miri Make A Porno) | Moaner and Groaner |                      |
| 2009 | 購物中心超級警探(Observe and Report)   | Girl Employee      |                      |
| 2011 | 活個痛快                               | Bodie              |                      |
| 2012 | 激情熱線                               | Lauren             | 同時擔任編劇與製作人 |
| 2012 | 老媽與奶爸                             | Darcy              | 配角 (2 集)          |

## 外部連結
- Lauren Miller在互联网电影资料库（IMDb）上的資料（英文）